# 安蔭甲
安蔭甲（?—?），甘肅省鞏昌府安定縣人，清朝官员、同進士出身。
光緒十六年（1890年），参加光緒庚寅科殿試，登進士三甲120名。同年五月，著交吏部掣签，分发各省以知县即用。历官广东博罗等地知县，曾任乡试同考官。能文章，工书法。卒年四十。